# La Galaxie (livres)
 (janvier 2023).
La Galaxie est une collection française de livres pour la jeunesse créée et éditée par les éditions Hachette de 1955 à 1970, et destinée aux préadolescents. Elle compte 41 titres. Les titres publiés dans Les Grands Livres Hachette sont principalement des versions abrégées de l’œuvre originale. 
En 1970, le nom de la collection devient « Galaxie - Grands livres Hachette » puis « La Galaxie » en 1971 jusqu'en  1983. Elle demeure identique à l'ancienne collection (seul change le logo).
Certains livres regroupent deux ou trois romans en un seul volume ; ils sont identifiés par les logos « 2 en un » et « 3 en un ». 

## Aspect des livres
Les premiers volumes se présentent sous la forme de grands livres cartonnés, reliés et pelliculés, épais et solides, de format 31 cm x 25,5 cm. Dans les années 60, la taille des livres sera réduite au format In-quarto (26 cm x 18 cm).
De 1955 à 1958, les livres présentent un dos Pellior jaune, et le logo "Les Grands Livres Hachette" figure dans un bandeau jaune au bas de la couverture. Ce bandeau sera remplacé en 1959 par une simple inscription en caractères noirs.
Les premiers exemplaires comptent environ 115 pages, puis 180 pages dans les années 1960, sur papier haut de gamme (bouffant de 80 g). 
Les premiers exemplaires comportant un bandeau jaune sont abondamment illustrés in-texte et hors-texte : 45 illustrations en couleur de double page, pleine page et demi-page ; 38 dessins en noir et blanc. Le nombre d'illustrations décroîtra à partir des années 60 car le format est alors réduit.

## Titres parus
Note : liste exhaustive. La date est celle de la 1re édition.
- 1955 : Sans famille, de Hector Malot. Illustrations d'Albert Chazelle (ouvrage couronné par l'Académie française)[2]

- 1955 : Peter Pan, de J. M. Barrie. Illustrations de Marianne Clouzot.

- 1956 : La Case de l'oncle Tom, de Harriet Beecher Stowe. Illustrations de Paul Durand.

- 1956 : Le Clan des bêtes sauvages, de René Guillot. Illustrations de Pierre Probst.

- 1957 : Contes de Grimm, de Denis-François. Illustrations de G. B. Vanni.

- 1958 : Robin des bois, de Suzanne Pairault. Illustrations de Jacques Poirier.

- 1959 : Lassie, chien fidèle, d'Eric Knight. Illustrations d'Albert Chazelle.

- 1964 : L'Île au trésor ; La Flèche noire ; L'Évadé d’Édimbourg, de Robert Louis Stevenson. Illustrations de Michel Jouin et Raoul Auger. (« 3 en un »)

- 1964 : Les Aventures de Tom Sawyer ; Les Aventures de Huck Finn ; Le Prince et le Pauvre, de Mark Twain. Illustrations de Michel Pelfrène. (« 3 en un »)

- 1966 : Belle et Sébastien ; Le Refuge du grand Baou ; Le Document secret, de Cécile Aubry. Illustrations de Jean Reschofsky (« 2 en un »)

- 1966 : Thierry la Fronde ; Les Chevaliers de Sologne ; Les Compagnons de l'île, de Jean-Claude Deret. Illustrations de François Batet et Michel Jouin. (« 2 en un »)

- 1966 : Le Club des cinq et le trésor de l'île ; Le Clan des sept à la rescousse ; Le Mystère de la roche percée, d'Enid Blyton. Illustrations de Jeanne Hives (« 3 en un »)

- 1966 : Voyage au centre de la Terre ; De la Terre à la Lune ; Un drame en Livonie, de Jules Verne. Illustrations de François Batet et Jean Reschofsky. (« 3 en un »)

- 1966 : Les Enfants du capitaine Grant, de Jules Verne. Illustrations de Jean Reschofsky.

- 1966 : Michel et la falaise mystérieuse ; Les Étranges Vacances de Michel ; Michel fait mouche, de Georges Bayard. Illustrations de Philippe Daure (« 3 en un »)

- 1967 : Alice détective ; Alice au bal masqué ; Alice et le chandelier, de Caroline Quine. Illustrations d'Albert Chazelle. (« 3 en un »)

- 1967 : Ivanhoé ; Quentin Durward ; Rob Roy, de Walter Scott. Illustrations de Jean Reschofsky (« 3 en un »)

- 1967 : Les Trois Mousquetaires, d'Alexandre Dumas. Illustrations de Jean Reschofsky.

- 1968 : 20.000 lieues sous les mers, de Jules Verne. Illustrations de François Batet.

- 1968 : Le Club des cinq va camper ; Le Mystère du nid d'aigle ; Fido chien de berger, d'Enid Blyton. Illustrations de Jeanne Hives, Paul Durand et Jean Reschofsky (« 3 en un »)

- 1968 : L'Éventail de Séville ; Les Compagnons de la Croix-Rousse ; Les Orphelins de Simitra, de Paul-Jacques Bonzon. Illustrations d'Albert Chazelle et François Batet (« 3 en un »)

- 1968 : Le Comte de Monte-Cristo, d'Alexandre Dumas. Illustrations de Jean Reschofsky.

- 1968 : Nomades du Nord ; Un gentleman courageux ; La Piste du bonheur, de James Oliver Curwood. Illustrations de Henri Dimpre et François Batet (« 3 en un »)

- 1968 : Vingt ans après, d'Alexandre Dumas. Illustrations de Jean Reschofsky.

- 1968 : Le Livre de la jungle, de Rudyard Kipling. Illustrations de Walt Disney.

- 1969 : Bambi le chevreuil, de Felix Salten. Illustrations de Pierre Probst.

- 1969 : Fables, de Jean de La Fontaine. Illustrations de Daniel Billon.

- 1969 : Guerre et Paix, de Léon Tolstoï. Illustrations de Jean Reschofsky.

- 1969 : L'Île mystérieuse, de Jules Verne. Illustrations de Jean Reschofsky.

- 1969 : Les Misérables, de Victor Hugo. Illustrations de François Batet.

- 1969 : Sissi. (Sissi jeune fille. Sissi impératrice. Sissi face à son destin), d'Odette Ferry. Illustrations de Paul Durand (« 3 en un »)

- 1969 : L'Age heureux - Le Trésor des Hollandais, d'Odette Joyeux. Illustrations de Philippe Daure.

- 1970 : Blanche-Neige et autres contes de Grimm. Illustrations de Daniel Billon.

- 1970 : Le Club des Cinq joue et gagne ; Le Carnaval du Clan des Sept ; Le Mystère des voleurs volés. Illustrations de Jean Sidobre (« 3 en un »)

- 1970 : Le Dernier des Mohicans, de James Fenimore Cooper. Illustrations de François Batet.

- 1970 : Jane Eyre, de Charlotte Brontë. Illustrations de Daniel Billon.

- 1970 : Le Journal de Delphine, d'Odette Joyeux. Illustrations de Daniel Billon.

- 1970 : Michel Strogoff, de Jules Verne. Illustrations de Jean Reschofsky.

- 1970 : Les Quatre Filles du docteur March ; Le Docteur March marie ses filles (Good Wives), de Louisa May Alcott. Illustrations d'Albert Chazelle (« 2 en un »)

- 1970 : Robinson Crusoé, de Daniel Defoe. Illustrations de François Batet.

- 1970 : Le Vicomte de Bragelonne, d'Alexandre Dumas. Illustrations de François Batet.

- 1971 : Robinson de l'espace, de Gianni Padoan. Illustrations de Pierre Leroy.

- 1971 : Le Volcan d'or, de Jules Verne. Illustrations de Tibor Csernus.

- 1971 : Le Voyage d'Ulysse, de Homère. Illustrations de Jean Lefèvre.

## Sources
livres
- Histoire du livre de jeunesse d'hier à aujourd'hui, en France et dans le monde, Collectif (Auteur), 92 pages, Éditeur : Gallimard, 13 janvier 1994, Collection : Hors Jeunesse,  (ISBN 2070568601 et 978-2070568604).